# 阿德莱德岛
阿德莱德岛（英語：Adelaide Island）是位于南极洲南极半岛附近的一座岛屿，位于别林斯高晋海中，岛形狭长，长112公里，宽32公里，面积1040平方公里。最高点為高德里山，海拔2315米。1832年由一支英国探险队首次发现。岛上大部分被冰雪覆盖，气候寒冷，雨量稀少。